# If Only I Could
" If Only I Could "는 미국-독일 가수 Sydney Youngblood의 1989년 노래dl다. 그의 데뷔 앨범 Feeling Free (1989)의 리드 싱글로 발매된 이 트랙은 수백만 판매 프로젝트인 Sacred Spirit 과 B-Tribe의 프로듀서인 Claus Zundel 이 작곡했다. 바이닐, 오디오 카세트, 콤팩트 디스크 로 출시되었으며 현재 Youngblood 의 시그니처 곡 으로 간주되어 그의 가장 큰 히트작이자 많은 팬들에게 인기를 끌고 있다. 이 노래는 벨기에에서 1위에 올랐고 영국을 포함한 많은 국가에서 3위를 차지했으며 1989년 11번째 베스트셀러 싱글이었다. 이 곡에서 Youngblood는 "만약 그가 '할 수만 있다면' 창조하고 싶은 형제애와 사랑의 세계"를 환기시킨다. 이 유토피아적 휴머니즘은 나이트클럽에 헌정된 노래로 가득 찬 세계에서는 매우 드물다. "If Only I Could"는 Raze 하우스 트랙 " Break 4 Love"의 베이스 라인 과 드럼 비트를 사용한다.

## 중요한 수신
AllMusic의 편집자 Jose F. Promis는 Sydney Youngblood 에 대한 리뷰에서 이 노래를 "순수한 90년대 초 하우스 "라고 설명했다. Billboard 의 Larry Flick은  "풍부한 목소리의 크루너는 보통의 R&B 경기장에서 벗어나 멋진 모타운 맛의 저류와 펑키한 와와 기타로 튀기는 맛있고 깊게 구워진 이 하우스를 위해 베이스를 끌어올린다. 바른 편곡은 도시 및 팝 라디오를 불태울 수 있다." 고 평론했다. 리버풀 에코( Liverpool Echo )의 평론가는 이 노래가 "최근 몇 달 동안 가장 멋진 댄스/팝 레코드 중 하나였으며 노래를 다시 댄스 음악의 세계로 인도했다. 그리고 - 시드니는 들으면 좋은 노래를 안다."고 했다. 범유럽 매거진 뮤직앤미디어는 "드디어 영블러드가 본인의 부드럽고 감미로운 목소리로 차트 상위권에 오르기에 충분한 좋은 곡을 찾았다. 이 노래는 다양한 스타일의 결합으로, 레게 와 힙합 하우스, 약간의 연인의 록이 결합되어 있다. Claus Zundell의 프로덕션과 매우 고상한 스페인 기타 브레이크가 이 레코드를 환상적인 선율로 만든다. 곡은 이미 영국 차트에서 빠르게 상승하기 시작했고, 그 성공은 유럽 전역에서도 이어질 것이다."라고 했다 Record-Journal 의 Orla Swift는 노래를 "jazzy"라고 언급했다.

## 차트 기록
"If Only I could"는 유럽 차트에서 매우 성공적이었으며 지금까지 가수의 가장 큰 히트작이다. 벨기에에서 1위를 기록했으며 오스트리아, 프랑스, 서독, 아일랜드(2위), 스웨덴, 스위스, 영국, 유로차트 핫 100 에서도 10위 안에 들었다. 영국에서는 1989년 10월 1일 UK 싱글 차트 에서 싱글 히트 3위를 기록했다. 히트 싱글 3위를 2주간 기록했으며, 1989년의 13번째 베스트셀러 싱글이었다. 또한 덴마크와 핀란드에서 모두 상위 20 위를 차지했다. 유럽 이외 지역에서는 "If Only I Could"가 뉴질랜드에서 28위, 호주에서 122위를 기록했다. 그것은 오스트리아와 서독에서 모두 15,000장과 250,000장의 싱글 판매로 기록을 세웠고, 영국에서 200,000장이 팔린 후 음방 판매량 인증 기록을 세웠다.

## 뮤직 비디오
싱글 홍보를 위해 뮤직 비디오 가 제작되었다. 영블러드가 도시의 옷과 아프리카 전통 의상을 입고 지구를 닮은 공 주위를 뛰는 모습이 특징이다.

## 트랙 목록
- 7" single

1. "If Only I Could" — 3:30
2. "Spooky" — 3:54

- 12" single

1. "If Only I Could" (Extended Version) — 6:30
2. "If Only I Could" (Pacha Garden Mix) — 6:35
3. "If Only I Could" (Instrumental) — 5:10

- 3" CD single

1. "If Only I Could" (Radio Edit) — 3:30
2. "If Only I Could" (Extended Version) — 6:30
3. "Spooky" — 3:54

- Cassette single

1. "If Only I Could" — 3:30
2. "Spookey" (Instrumental) — 3:54
3. "If Only I Could" — 3:30
4. "Spookey" (Instrumental) — 3:54

## 차트
| Chart (1989)                      | Peak position |
| --------------------------------- | ------------- |
| Australia (ARIA)                  | 122           |
| 오스트리아 (Ö3 오스트리아 탑 40)  | 3             |
| 벨기에 (울트라탑 50 플랑드르)     | 1             |
| Denmark (IFPI)                    | 14            |
| Europe (Eurochart Hot 100)        | 4             |
| Finland (Suomen virallinen lista) | 17            |
| 프랑스 (SNEP)                     | 8             |
| Ireland (IRMA)                    | 2             |
| 뉴질랜드 (레코드 뮤직 NZ)         | 28            |
| 네덜란드 (네덜란드스 탑 40)       | 2             |
| 네덜란드 (싱글 톱 100)            | 2             |
| 스웨덴 (스베리예토프리스탄)       | 9             |
| 스위스 (슈바이처 히트파라데)      | 3             |
| UK Singles (OCC)                  | 3             |

| Chart (1989)                          | Position |
| ------------------------------------- | -------- |
| Belgium (Ultratop Flanders)           | 11       |
| Europe (Eurochart Hot 100)            | 29       |
| Netherlands (Dutch Top 40)            | 8        |
| Netherlands (Single Top 100)          | 20       |
| UK Singles (OCC)                      | 13       |
| West Germany (Official German Charts) | 35       |

## 웬디 매튜스 버전
호주의 레코딩 아티스트 Wendy Matthews는 1993년 4월 그녀의 두 번째 스튜디오 앨범 인 Lily 의 세 번째 싱글로 이 버전의 노래를 발표했다. 이 노래는 ARIA 차트에서 41위를 기록했다.

### 트랙 목록
1. "If Only I could"(편집) - 3:55
2. "If Only I could"(Timebomb 믹스) - 5:45
3. "Spooky" - 4:48